# 大煙管

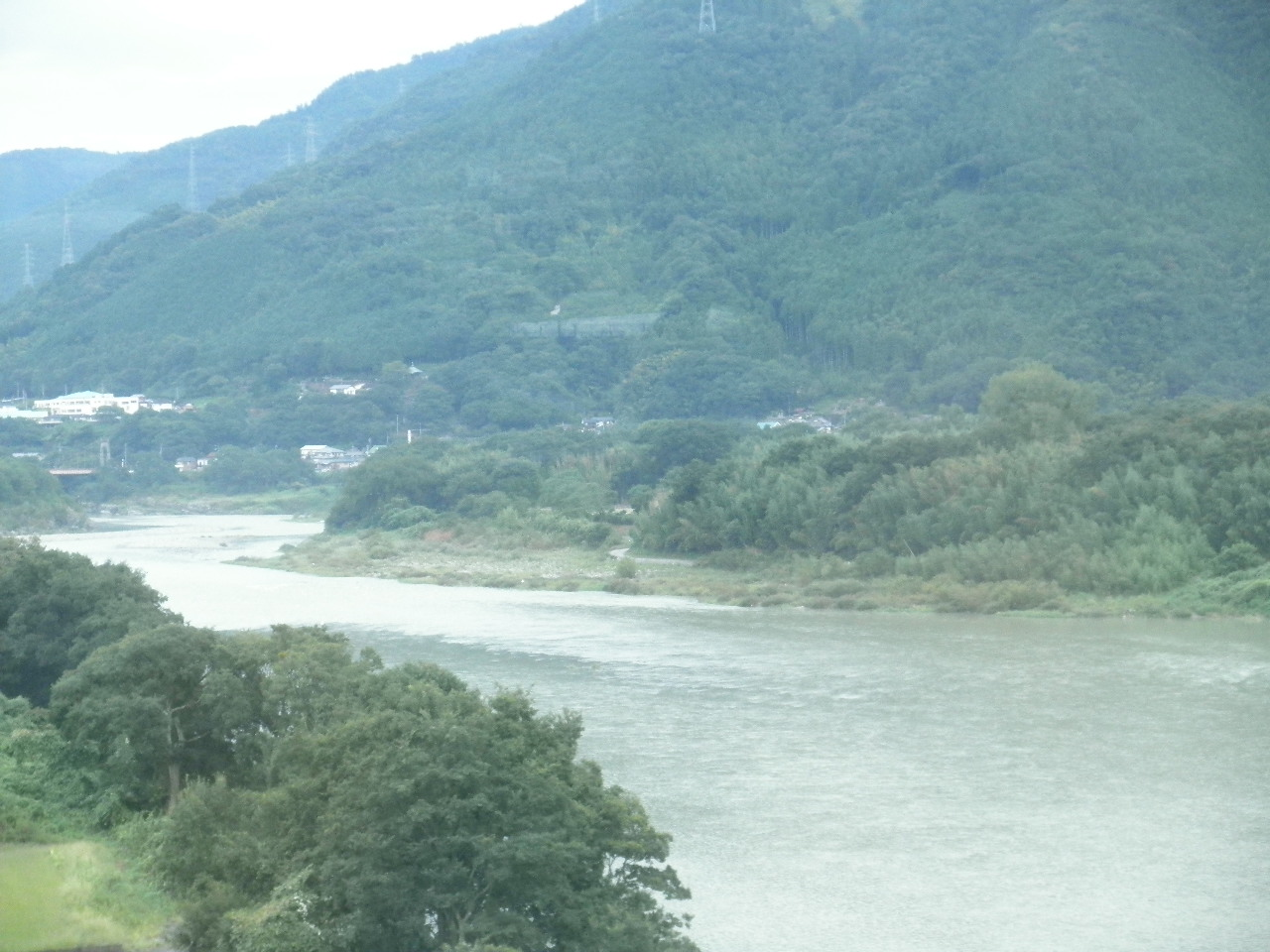
大煙管流傳的吉野川

大煙管（おおぎせる），指的是在德島縣三好郡三庄村大字毛田村（現在的東三好町）一帶流傳的化狸。
吉野川沿岸有一處名為青石瀨的險要之處，有時這裡會有破損的舟船或木筏臨時在此停泊，但是一旦這麼做，在夜裡便會突然竄出說著「給我菸草」的煙管。要是不給它菸草的話，就會發生沉船等諸種怪異現象。
雖然只要把煙管塞滿菸草的話就什麼事也不會發生，但由於煙管非常巨大，即便是能放入40錢的袋子，若不放個十袋也裝不滿。因此據說當地的船家就算船隻受損，也會盡量避免在該處停泊。